# Serra de Tramuntana (comarca)
|  | Aquest article tracta sobre la comarca Serra de Tramuntana. Si cerqueu la Serra de Tramuntana (accident geogràfic) a la mateixa illa, vegeu «Serra de Tramuntana». |

La Serra de Tramuntana és una comarca que ocupa la part nord-occidental de l'illa de Mallorca. Com les altres comarques, no té reconeixement oficial. La capital oficiosa és el municipi de Sóller, tot i que Pollença és el municipi més extens i Calvià el més populós.

## Geografia

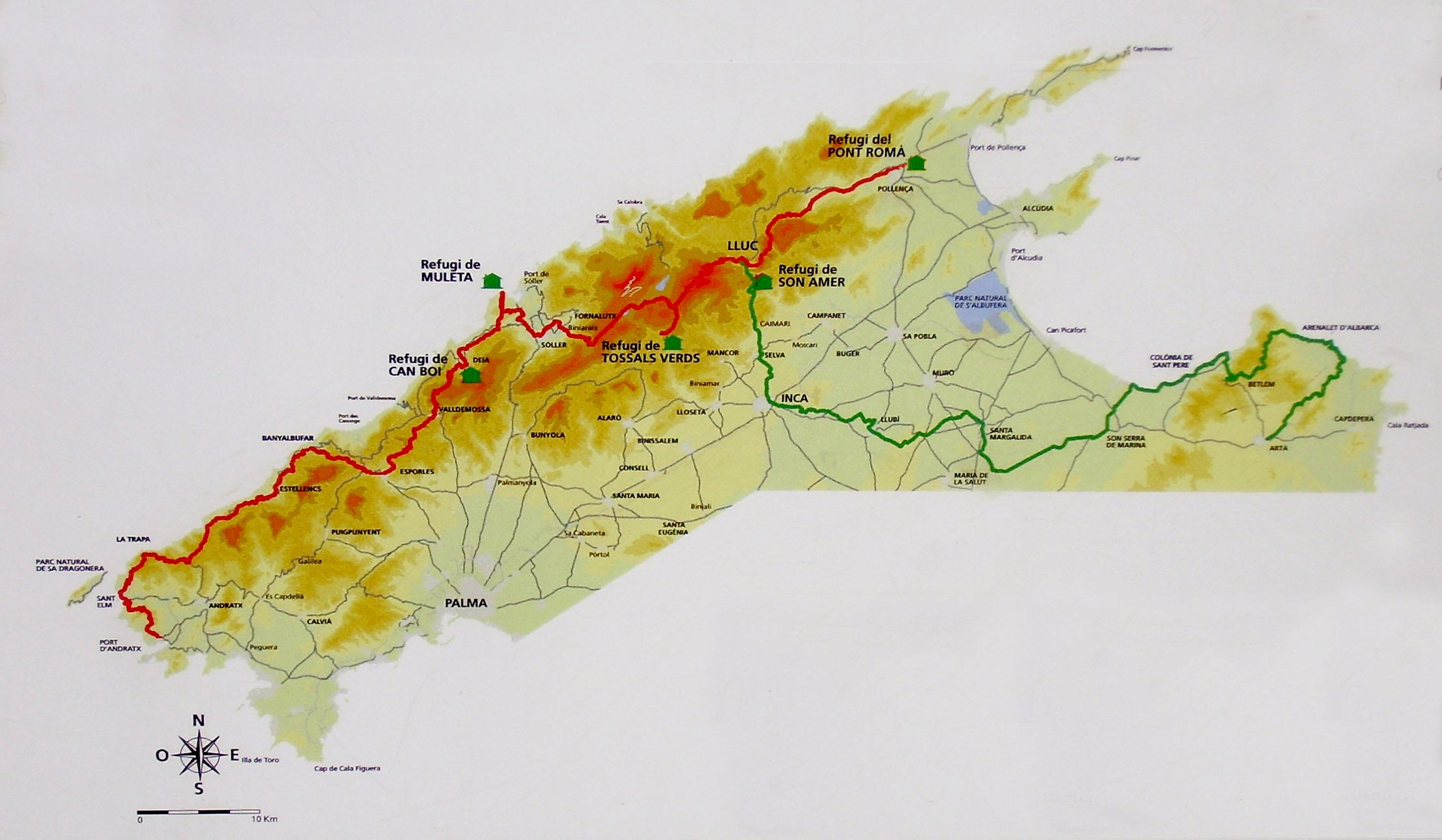
Mapa de la Serra de Tramuntana

La comarca de la serra de Tramuntana es troba localitzada a l'extrem occidental de l'illa de Mallorca i abasta gairebé tota la serra de Tramuntana, però no tota, ja que a la comarca del Raiguer també n'hi ha part. L'extensió total de la comarca amb els seus tretze municipis és de 825,27 quilòmetres quadrats (km²). Amb 146,03 km², el municipi amb el terme més extens és el de Pollença.
La serra de Tramuntana s'estén al llarg de 90 quilòmetres, des de la costa sud-oest fins al cap de Formentor, al nord de l'illa, formant una columna vertebral muntanyosa. Ocupa una superfície aproximada de 1.067 km², amb una combinació de penya-segats abruptes, valls estretes i turons ondulants.
El punt més alt és el puig Major, amb 1.436 metres sobre el nivell del mar, sent també el cim més elevat de les Illes Balears. Altres cims destacats inclouen el puig de Massanella (1.364 m) i el puig Tomir (1.103 m), des d'on es pot gaudir de vistes panoràmiques del Mediterrani i de l'interior de l'illa.

## Història
La serra de Tramuntana compta amb una història que es remunta a la prehistòria. Les primeres evidències arqueològiques inclouen talaiots i altres estructures megalítiques que reflecteixen l'ocupació humana de l'edat del bronze en un entorn muntanyós.
Durant el període musulmà (segles x-xiii), es van desenvolupar sistemes d'irrigació i marjades de pedra en sec, que facilitaven el cultiu en pendents inclinats, essent un exemple el poble de Banyalbufar. Aquestes tècniques van transformar el paisatge i van establir la base per al cultiu d'oliveres, tarongers i ametllers.
Després de la conquesta catalana del 1229, es van fundar nous pobles i monestirs que van influir significativament en el desenvolupament cultural. El santuari de Lluc es va convertir en un centre espiritual de gran importància, encara actiu com a lloc de pelegrinatge.
Al segle xix, l'Arxiduc Lluís Salvador d'Àustria va adquirir extenses terres a la serra de Tramuntana. Va documentar la flora, la fauna i els costums locals en la seva obra Die Balearen i va promoure la preservació del paisatge mitjançant la restauració de camins i marjades. Les seves possessions, com Miramar i Son Marroig, es van convertir en punts de trobada per a intel·lectuals i artistes.
Durant els segles xix i xx, artistes i intel·lectuals de renom s'hi instal·laren, tals com Robert Graves a Deià. D'altra banda, Frédéric Chopin i George Sand van donar renom internacional a Valldemossa durant la seva estada temporal.
Avui dia, pobles com Valldemossa, Deià i Sóller destaquen per la seva arquitectura històrica i entorns naturals. El tren històric de Sóller i el paisatge cultural i natural de la Serra segueix essent un testimoni del seu patrimoni.

## Definició comarcal
L’any 1964, Rosselló Verger va plantejar una divisió comarcal de Mallorca basada en criteris físics, definint cinc comarques: Muntanya, Raiguer, Pla, Llevant i Migjorn. La Serra de Tramuntana va quedar inclosa en la comarca de Muntanya. Posteriorment, el 1978, va proposar una nova divisió en tres comarques segons partits judicials i activitats econòmiques. En aquesta proposta, la Serra de Tramuntana es va integrar en la comarca de Mallorca Septentrional o Tramuntana, amb Inca com a capital i Sóller com a centre de la zona muntanyosa, destacant-hi els sectors primari i secundari.
El 1966, Barceló Pons va establir una comarcalització que combinava criteris físics i humans, identificant la Serra de Tramuntana com una unitat diferenciada basada en el relleu, el clima, i el tipus d’activitats econòmiques. Aquesta divisió ressaltava la singularitat física i històrica de la Serra com a comarca pròpia dins el context de Mallorca.

## Transport

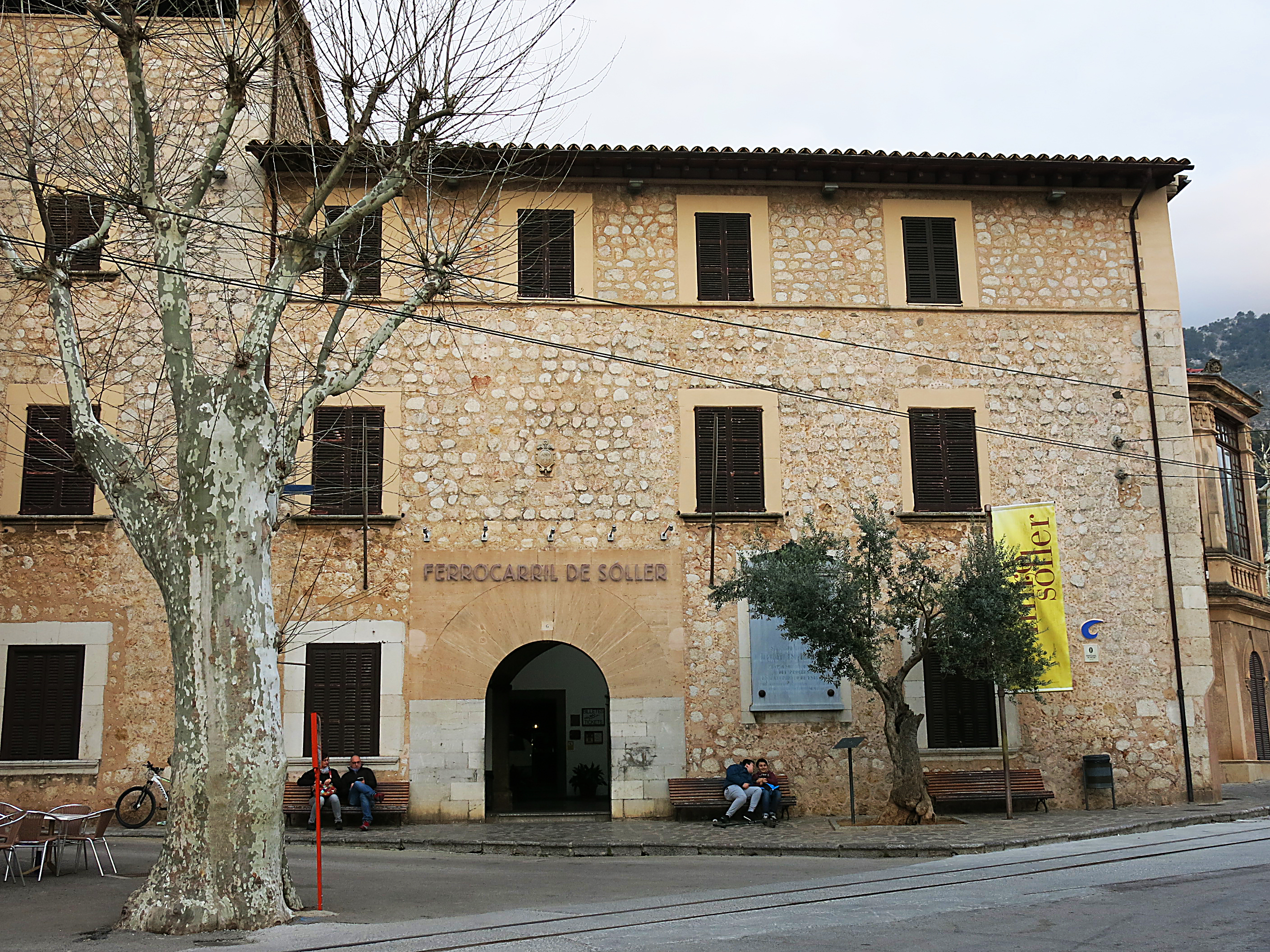
Estació de Sóller (2016)

### Ferrocarril
- Ferrocarril de Sóller (FS):[6][7] Sóller - Can Tambora - Pujol d'en Banya - Bunyola - Caubet - Sa Coma/Santa Maria
- Tramvia de Sóller (TS):[8][9] Sóller - Mercat - Can Guina - Can Reus - Monument - Can Llimó - Ca n'Ahir - Roca Roja - Es Control - Sa Torre - S'Espléndido - Las Palmeras - S'Eden - Can Generós - Port (Marysol) - La Pagesa

### Carretera
- Ma-1 - Ma-10 - Ma-11 - Ma-1040 - Ma-1041 - Ma-1110 - Ma-1131 - Ma-2130 - Ma-2200 - Ma-2210

## Municipis
Des de 2019 tots els municipis de la Serra formen part de la Mancomunitat de Tramuntana, constituïda formalment l'any 1987, amb l'objectiu de donar serveis compartits als municipis que en formen part, especialment als més petits.
Informació actualitzada per un bot. Els canvis manuals es perdran quan s'actualitzi!
| Escut | Municipi    | Població      | Superfície km² | Densitat | Altitud | Codi postal                         | Codi territorial | Dades a Wikidata              |
| ----- | ----------- | ------------- | -------------- | -------- | ------- | ----------------------------------- | ---------------- | ----------------------------- |
|       | Andratx     | 12.062 (2024) | 81,5           | 148,07   | 101     | 07150                               | 07005            | Modifica les dades a Wikidata |
|       | Banyalbufar | 577 (2024)    | 18,5           | 31,19    | 200     | 07191                               | 07007            | Modifica les dades a Wikidata |
|       | Bunyola     | 7.490 (2024)  | 84,7           | 88,43    | 240     | 07110 07193 07349                   | 07010            | Modifica les dades a Wikidata |
|       | Calvià      | 53.491 (2024) | 145            | 368,85   | 154     | 07184 07160 07180 07181 07183 07196 | 07011            | Modifica les dades a Wikidata |
|       | Deià        | 717 (2024)    | 15,1           | 47,42    | 300     | 07179                               | 07018            | Modifica les dades a Wikidata |
|       | Escorca     | 203 (2024)    | 139,3          | 1,46     | 481     | 07315                               | 07019            | Modifica les dades a Wikidata |
|       | Esporles    | 5.252 (2024)  | 35,3           | 148,82   | 198     | 07190                               | 07020            | Modifica les dades a Wikidata |
|       | Estellencs  | 374 (2024)    | 13             | 28,77    | 154     | 07192                               | 07021            | Modifica les dades a Wikidata |
|       | Fornalutx   | 715 (2024)    | 19,5           | 36,69    | 139     | 07109                               | 07025            | Modifica les dades a Wikidata |
|       | Pollença    | 17.594 (2024) | 151,7          | 116,02   | 47      | 07460                               | 07042            | Modifica les dades a Wikidata |
|       | Puigpunyent | 2.035 (2024)  | 42,3           | 48,1     | 258     | 07194                               | 07045            | Modifica les dades a Wikidata |
|       | Sóller      | 13.744 (2024) | 42,8           | 321,12   | 59      | 07100                               | 07061            | Modifica les dades a Wikidata |
|       | Valldemossa | 2.016 (2024)  | 16,6           | 121,45   | 413     | 07170                               | 07063            | Modifica les dades a Wikidata |